# Дум'ят (губернаторство)
Дум'я́т (Дам'єтта, араб. دمياط) — губернаторство (мухафаза) в Арабській Республіці Єгипет. Адміністративний центр — місто Дум'ят (Дам'єтта).
Населення — 1 097 339 осіб (2006).

## Найбільші міста
| № | Місто                     | Населення, осіб (2006) |
| - | ------------------------- | ---------------------- |
| 1 | Дум'ят (Дам'єтта)         | 206 664                |
| 2 | Ізбат-ель-Бург (Ель-Бург) | 33 538                 |
| 3 | Фаріскур                  | 33 000                 |
| 4 | Кафр-ель-Баттіх           | 30 500                 |
| 5 | Новий Дум'ят              | 27 028                 |
| 6 | Кафр-Саад                 | 22 500                 |
| 7 | Ель-Сірв                  | 21 500                 |
| 8 | Ер-Рода (Ель-Хагга)       | 20 500                 |
| 9 | Ез-Зарка                  | 16 500                 |